# Повольни, Михаэль
Михаэль Повольни (нем. Michael Powolny; 18 сентября 1871, Юденбург, Австро-Венгрия — 4 января 1954, Вена, Австрия) — австрийский скульптор, художник-керамист и медальер периода модерна.

## Биография
После начального обучения гончарному ремеслу Михаэль в 1891—1894 годах посещал отделение керамической промышленности технической школы (Fachschule für Tonindustrie) в Зноймо (Моравия), а затем с 1894 по 1901 год — учился в венской Школе художественных ремесел (нем. Kunstgewerbeschule).
В 1906 году Михаэль Повольни вместе с Бертольдом Лёффлером основал компанию «Венская керамика» (Wiener Keramik), через года компания вошла в состав Венских мастерских (Wiener Werkstätte). В 1913 году «Wiener Keramik» объединилась с Gmundner Keramik (Vereinigte Wiener und Gmundner Keramik и Gmundner Tonwarenfabrik Schleiss Gesellschaft m.b.H.). С 1909 по 1936 год Михаэль Повольни преподавал в Школе художественных ремёсел.
Повольни создавал мелкую пластику в керамике, сотрудничал с другими художниками «Венских мастерских». Демонстрировал свои работы на выставках Венского Сецессиона. Его произведения в керамике, выполненные после 1929 года относят к стилю ар-деко. С 1918 года стал заниматься стеклом, работал, в частности, для фабрики «Лётц» в Клостермюле.
Повольни участвовал в некоторых проектах Йозефа Хоффмана: при обустройстве кабаре «Летучая мышь» и Дворца Стокле в Брюсселе, а также при проектировании нескольких больших вилл в Вене. С 1946 по 1952 год Повольни разрабатывал модели новых австрийских монет в один, два и пять шиллингов. Он проектировал оформление интерьеров, городских фонтанов и мемориальных монументов, создавал модели посуды, светильников и других предметов домашнего обихода. Сотрудничал с венской фарфоровой мануфактурой Аугартен. В 1944 году Повольни был включён в Список богоодарённых людей (Gottbegnadeten-Liste) Имперского министерства народного просвещения и пропаганды.
В 1951 году по случаю 80-летия Повольни был награжден Почётной медалью федеральной столицы Вены. Ученицей Повольни была художница-керамистка Люси Ри.
Михаэль Повольни похоронен в почётной могиле на Центральном кладбище Вены (группа 13 Б, ряд 12, № 7). В 1965 году его именем была названа улица в 22-м округе австрийской столицы.

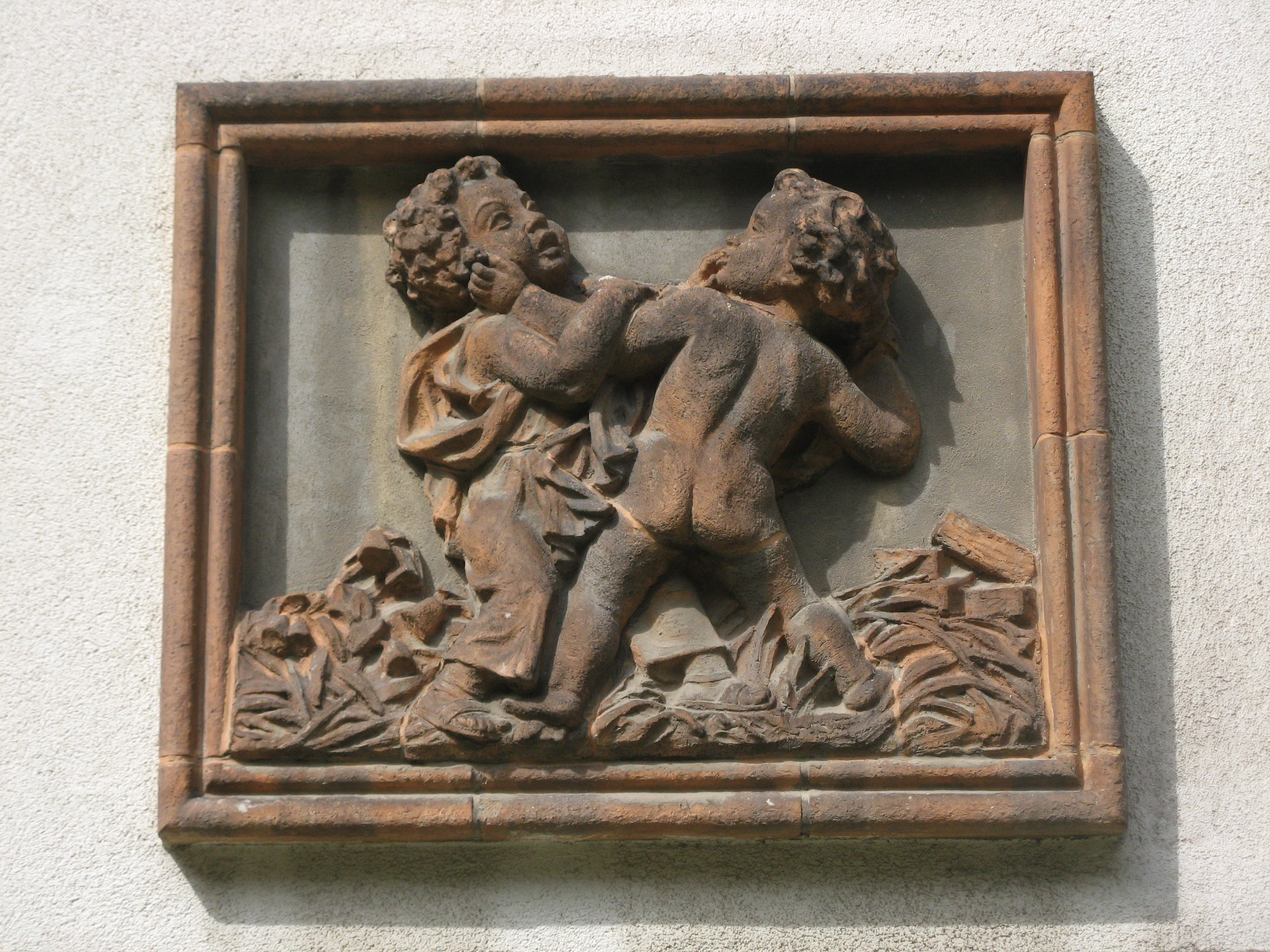
Керамический рельеф. 1952. Раксштрассе, 6-8. Вена
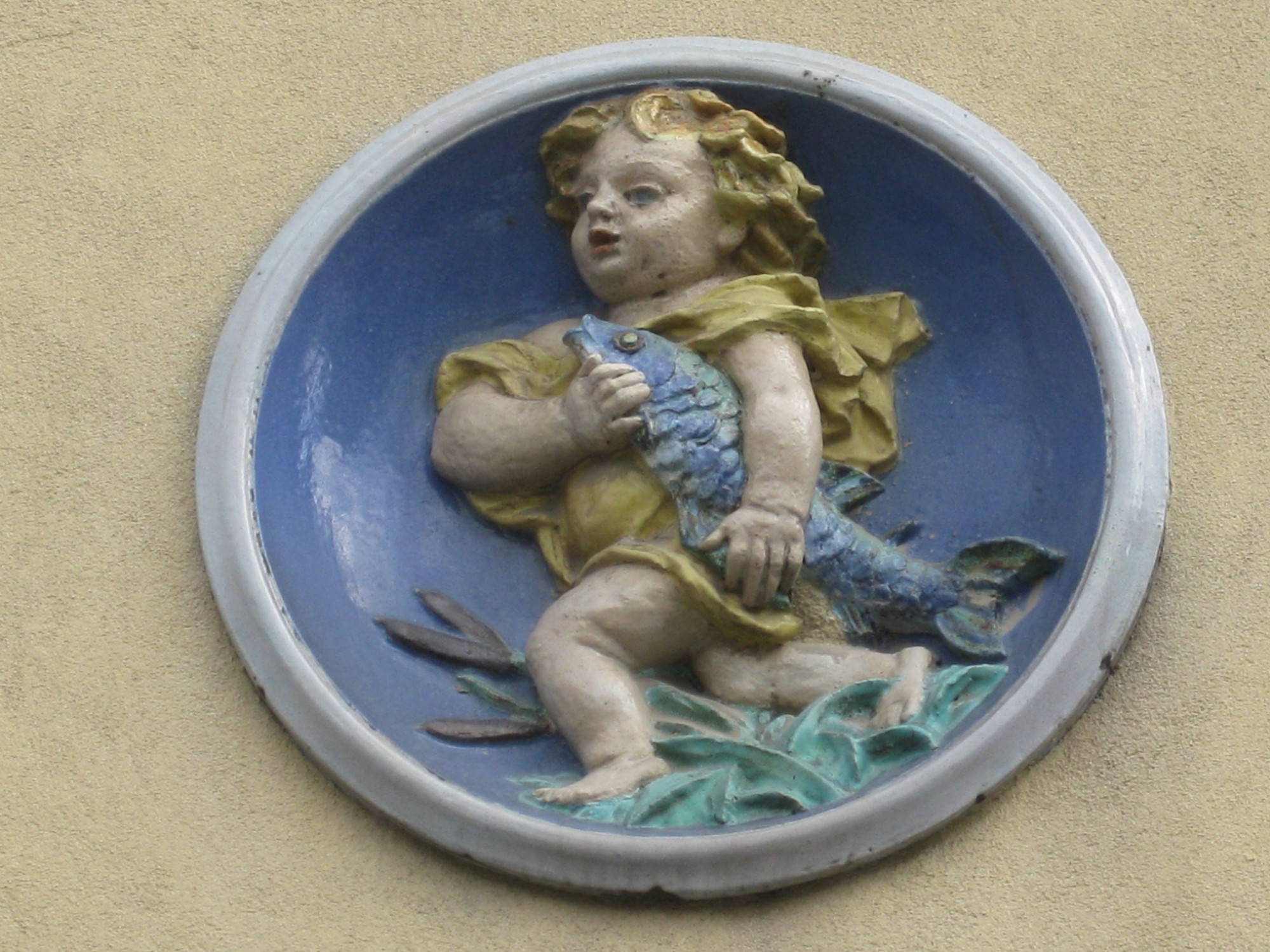
Путто. 1950. Майолика. Бартгассе, 5-7. Вена
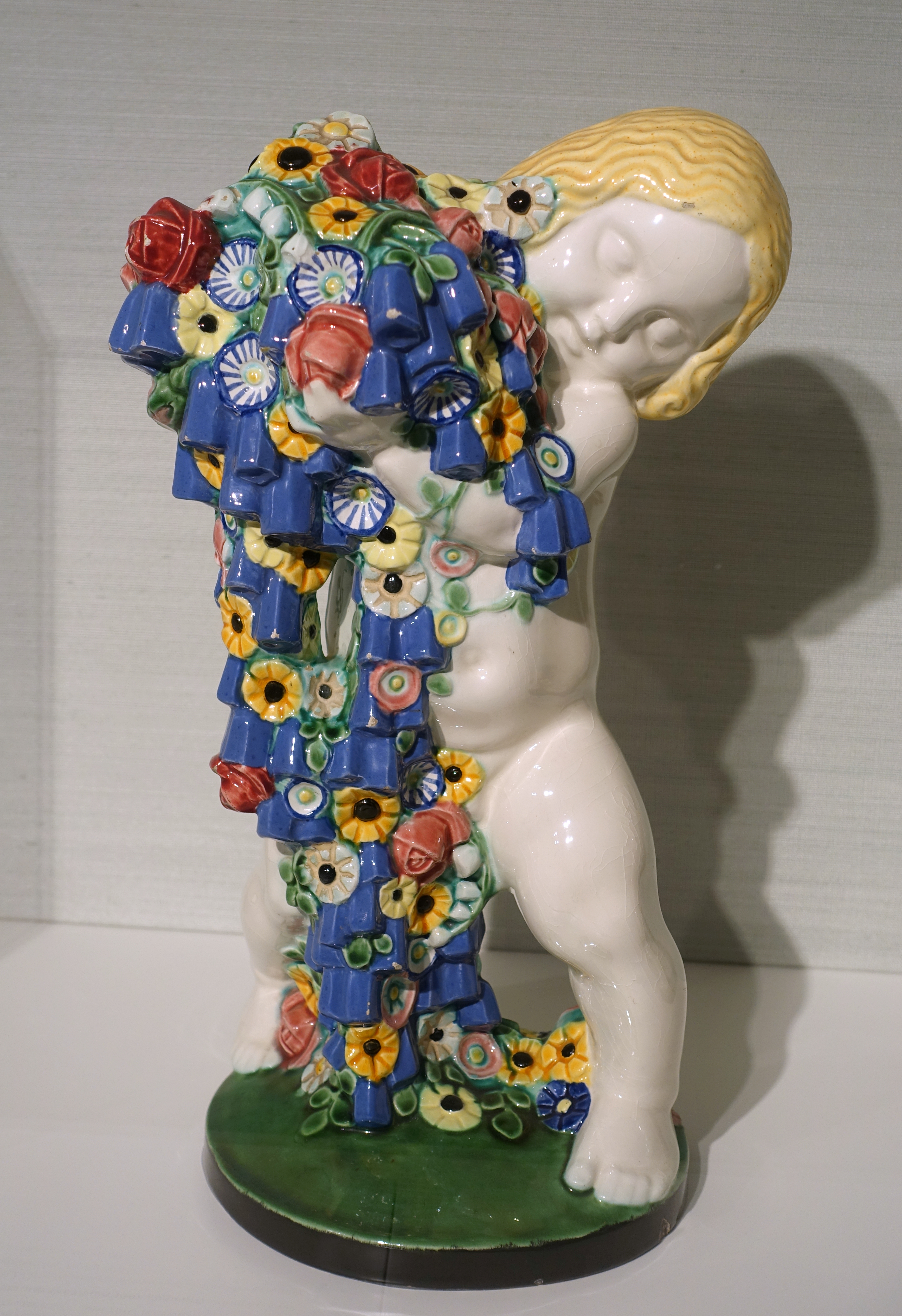
Путто «Весна». 1907. Майолика. Гессенский земельный музей, Дармштадт
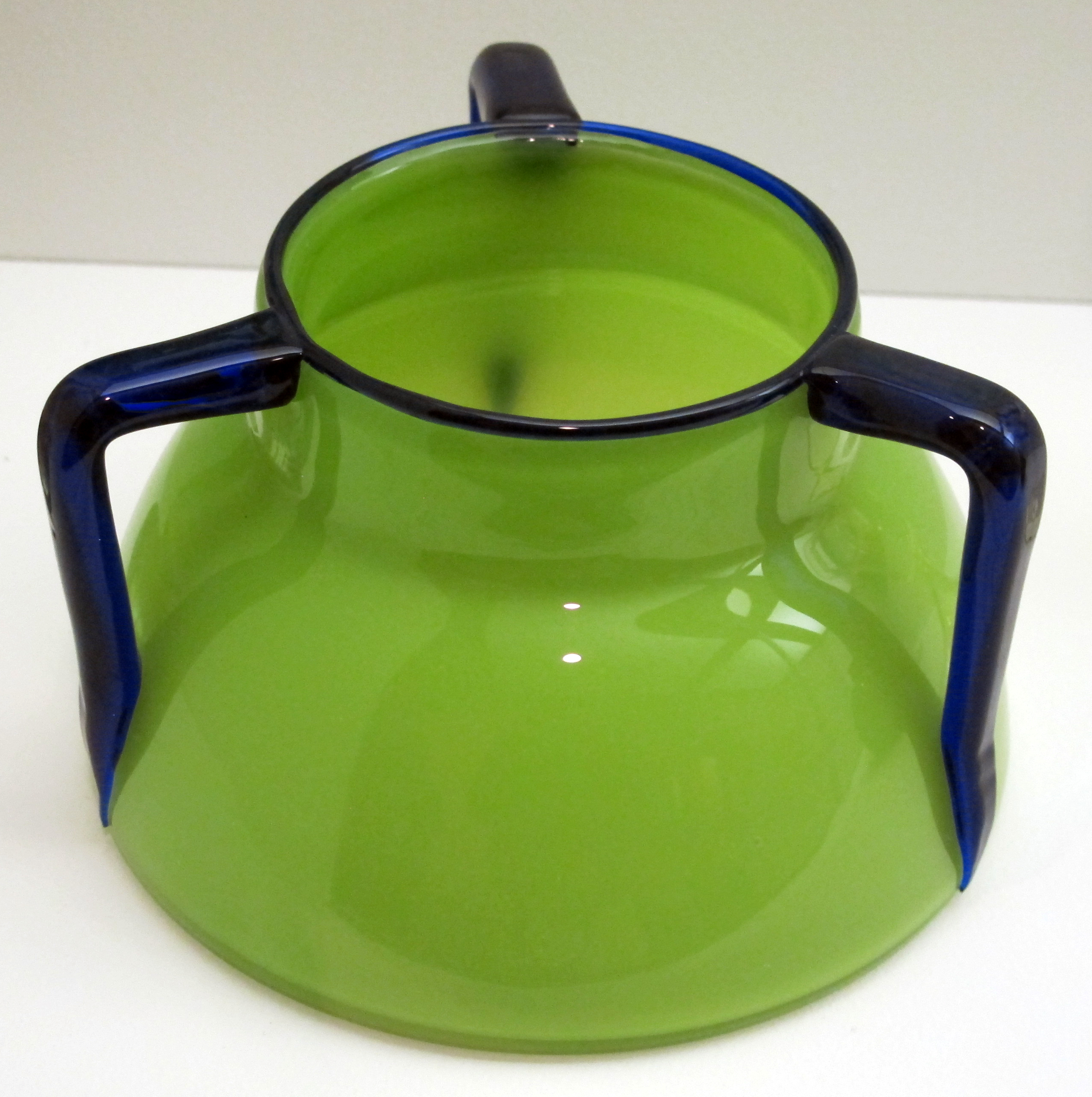
Сосуд. 1915. Стекло. Бруклинский музей, Нью-Йорк